# (5879) Альмерия
(5879) Альмерия (исп. Almería) — околоземный астероид из группы Амура (II), который был открыт 8 февраля 1992 года американскими астрономами K. Birkle и U. Hopp в обсерватории Калар-Альто и назван в честь провинции Альмерия, в которой расположена эта обсерватория. 

Орбита астероида Альмерия и его положение в Солнечной системе
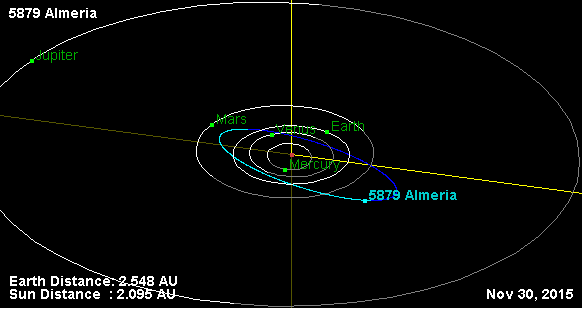
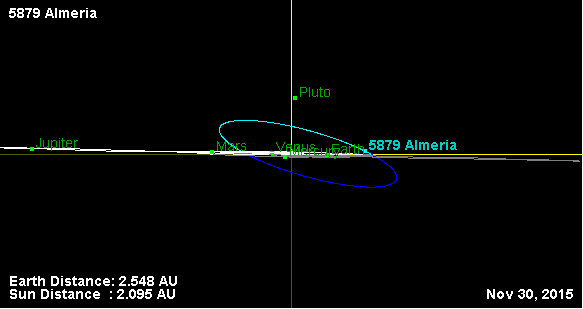
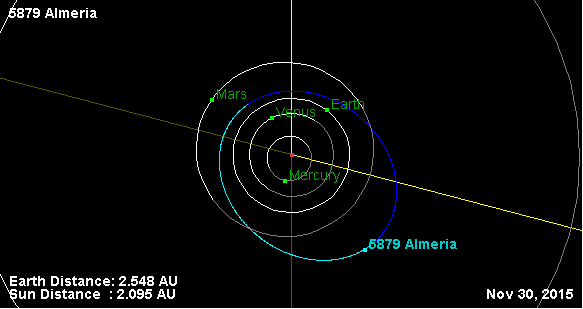